# Сату Ноу (Мунтениј де Сус)
Ново село (рум. Satu Nou) насеље је у Румунији у округу Васлуј у општини Мунтениј де Сус. Oпштина се налази на надморској висини од 109 m.

## Становништво
Према подацима из 2002. године у насељу је живело 2247 становника, од којих су сви румунске националности.